# アハルゴリ
アハルゴリ（グルジア語: ახალგორი）は、ジョージア中東部ムツヘタ＝ムティアネティ州の町。同地はジョージアから事実上独立した「南オセチア共和国」の占領下にあり、南オセチア側からはレニンゴル（オセット語: Ленингор）と呼ばれている。これは、同地のソ連時代の名称であるレニンゴリ（ロシア語: Ленингори、グルジア語: ლენინგორი）に基づく。
クサニ川の沿岸、アレヴィ山脈 (ka) 西側の標高800メートルに位置し、トビリシ＝サムトレディア線上の駅も存在する。人口は1,033人（2015年南オセチア国勢調査）。

## 名称
「アハルゴリ」という地名は、グルジア語で「新しい」を意味する「アハル」"ახალ" と「丘・山」を意味する「ゴリ」"გორი" からなる。1934年に、街はウラジーミル・レーニンに敬意を表して「レニンゴリ」ないし「レニンゴル」と改称されたが、1990年9月4日のレニンゴリ地区会議の議決によって「アハルゴリ」に戻された。しかし南オセチア自治州議会の側は、この決定は少数言語の権利を蔑ろにする違法なものである、として改称を否認した。
ロシアの地図作成局が発行する地図においては、この町の名は1999年までは「レニンゴリ」、2000年代初めからは「アハルゴリ」となっている。

## 経済
1912年のロシア帝国の統計によれば、アハルゴリはチフリス県ドゥシェト郡 (ru) に属する、人口590人のアルメニア人の村とされている。ソビエト連邦時代以前の主要産業は家内制手工業であったが、ソ連時代になるとワイン、フルーツジュースや織物の工場生産も行われるようになった。
ソビエト連邦の崩壊後、2008年に南オセチア紛争が発生するまでは、「ロミシ」醸造所や木材・砕石プラントが主な雇用先となっていた。同年8月にアハルゴリが南オセチア側に制圧されると、街からは大規模なグルジア人の脱出があった。非公式の報道によれば、2009年に「ロミシ」はブランドなしでビールとレモネードの生産を再開したとされる。2010年2月には、「ロミシ」は「アルトン」と改称され、3銘柄のビールの生産を再開した。しかし、直後に「アルトン」は横領や不正操業の疑いを受け、南オセチア検察庁に立件された。